# Österland

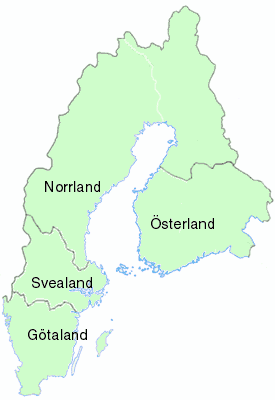
Historische Regionen Schwedens

Österland war einer der vier historischen Landesteile Schwedens.
Österland umfasste den südlichen Teil des heutigen Finnlands, der seit dem 12. Jahrhundert unter schwedischem Einfluss stand. Seit 1362 war Österland bei der schwedischen Königswahl repräsentiert. 1556 wurde aus den Provinzen Österlands kurzzeitig für Johann, den Sohn Gustav Wasas, ein Herzogtum Finnland geschaffen. Dies wurde obsolet, als Johann 1568 selbst König von Schweden wurde. Schon damals wurde die Bezeichnung Österland aufgegeben. Als Folge des Russisch-Schwedischen Krieges (1808–1809) trat Schweden Finnland 1809 an Russland ab, in dem es zum Großfürstentum Finnland wurde. 